# Треугольник (созвездие)
Треуго́льник (лат. Triangulum, Tri) — созвездие северного полушария неба. Занимает на небе площадь 131,8 квадратного градуса. Звёзды Треугольника не ярки: α и β всего лишь третьей звёздной величины.
В Треугольнике находится спиральная галактика M33 (галактика Треугольника), третья по величине в Местной группе.

## История
Древнее созвездие. Греки часто называли его Дельтотон (Δελτωτόν) из-за сходства с буквой Δ; оно ассоциировалось с дельтой Нила и вообще с Египтом, а также с треугольным островом Сицилией. Гиппарх и Птолемей, включивший это созвездие в «Альмагест», называли его уже Треугольником (Тригонон, Τρίγωνον); римские и средневековые европейские астрономы использовали оба типа имён — Deltotum, Delta, Trigonum, Tricuspis, Triplicitas и т. п. Иоганн Байер использовал также название Orbis terrarum tripertitus («трёхчастный круг земли»), имея в виду три части света античной географии — Европу, Азию и Африку.
В месопотамской астрономии эти звёзды вместе с γ Андромеды образовывали созвездие Плуг (APIN), описанное в одноимённом клинописном документе и относившееся к «пути Энлиля» — полосе северных звёзд. В китайской традиции звёзды β, γ и δ Треугольника вместе с частью Андромеды относились к фигуре «небесного полководца и его подчинённых».
Ян Гевелий в своём атласе «Уранография», опубликованном в 1690 году, ввёл рядом с традиционной фигурой ещё и Малый Треугольник (Triangulum Minus), а первую назвал Большим Треугольником (Triangulum Majus), но в конце концов они были снова объединены.

## Условия наблюдения
Наблюдается по всей территории России, находится между Персеем и Андромедой. Лучшее время для наблюдения — ноябрь. Невооружённым глазом в созвездии можно увидеть, в зависимости от условий и остроты зрения, от 15 до 30 звёзд. Кроме галактики M 33, в Треугольнике известно множество далёких тусклых галактик и ряд любопытных звёзд; шаровые и рассеянные скопления отсутствуют, туманностей тоже нет. Кроме того, известно несколько слабых метеорных потоков с радиантом в Треугольнике.

## Примечательные объекты
- Галактика Треугольника, или M 33 — спиральная галактика, третий по величине член Местной группы (после галактики Андромеды и Млечного Пути). Её ось повёрнута к лучу зрения под углом всего 36°, она имеет выраженные спиральные рукава и довольно большую интегральную яркость +5,8m, однако из-за большого углового размера и, соответственно, малой поверхностной яркости оказывается непростым для наблюдения объектом на засвеченном небе. В ней наблюдается ряд отдельных объектов, в том числе яркие пятна звёздных скоплений и гигантская эмиссионная туманность NGC 604[8].
- NGC 672, NGC 784, NGC 925 и др. — далёкие тусклые галактики.
- 3C 48 — квазар, открытый в конце 1950-х годов и ставший первым известным объектом этого типа.
- β Tri[англ.] — ярчайшая (+3,0m) «звезда» в созвездии, спектроскопическая пара.
- α Tri, или Моталлах — вторая по яркости «звезда» (+3,42m), также спектроскопическая пара с орбитальным периодом всего 1,7 суток.
- ι Tri, или 6 Tri — четверная звёздная система, состоящая из двух очень тесных пар, которые выглядят как звёзды спектральных классов G (+5,3m) и F (+6,7m) и разделены примерно 4 секундами дуги[9]. При наблюдении в телескоп они выглядят по контрасту соответственно жёлтой и голубой[10], хотя спектральный класс F соответствует скорее жёлто-белому цвету.
- R Tri — переменная звезда типа Миры с диапазоном блеска от +6,2m до +11,7m и периодом 267 дней[11].